# John Nollet
Pour les articles homonymes, voir Nollet.
John Nollet, né le  17 octobre 1970 à Courchelettes, est un coiffeur et créateur de bijoux pour tête français.

## Biographie
Né à Courchelettes, le 17 octobre 1970, John Nollet se passionne pour la coiffure,.
Il débute à Douai en 1981 puis poursuit sa carrière dans le salon de coiffure de Maurice Frealle, qui devient son mentor.
Diplômé d'un CAP coiffure, il rencontre à Montpellier Dominique Bagouet, chorégraphe. En 1992, il est embauché, pour Le Retour de Casanova, un film d’époque qui se tourne à Montpellier, ainsi que sur le tournage de Germinal. En 1995, il devient chef coiffeur pour La Cité des enfants perdus,.

### Réalisations
Il travaille pour le cinéma. Il est à l’origine du carré d’Amélie Poulain, et des dreadlocks de Jack Sparrow dans Pirates des Caraïbes. Des actrices le sollicitent telles Nicole Kidman, Monica Bellucci, et Sandrine Kiberlain.
En 2005, John Nollet devient le directeur artistique pour les produits professionnels de la marque L'Oréal.
Il collabore avec des marques comme Schiaparelli,, Rimowa et Bonpoint,. Un salon de coiffure sous sa responsabilité est présent dans l'hôtel Cheval Blanc Courchevel.

## Filmographie
- Le Retour de Casanova - Edouard Niermans / 1992
- Germinal - Claude Berri / 1993
- La Cité des enfants perdus - Marc Caro, Jean-Pierre Jeunet / 1995
- Ridicule - Patrice Leconte / 1995
- L'Appartement - Gilles Mimouni / 1996
- Une chance sur deux - Patrice Leconte / 1997
- La Fille sur le pont - Patrice Leconte / 1999
- Dancer in the Dark - Lars von Trier / 1999
- Le Fabuleux Destin d’Amélie Poulain - Jean-Pierre Jeunet / 2001
- Trouble Every Day - Claire Denis / 2001
- Le Pacte des loups - Christophe Gans / 2001
- Amen. - Costa-Gravas / 2002
- À la folie... pas du tout - Laetitia Colombani / 2002
- Huit femmes - François Ozon / 2002
- Astérix & Obélix : Mission Cléopâtre - Alain Chabat / 2002
- Laisse tes mains sur mes hanches - Chantal Lauby / 2003
- Un long dimanche de fiançailles - Jean-Pierre Jeunet / 2004
- Combien tu m'aimes ? Bertrand Blier / 2005
- Mesrine : L’Ennemi public no 1 - Jean-François Richet / 2008
- L'Arnacœur - Pascal Chaumeil / 2010
- 007 Spectre - Sam Mendes / 2015
- Planétarium - Rebecca Zlotowski / 2016
- Pirates des Caraïbes - Jerry Bruckheimer / 2017 (depuis le premier volet)
- Un beau soleil intérieur - Claire Denis / 2017

### Divers
- L'Âme-Stram-Gram - Mylène Farmer / Siu-Tung Ching / 1999 (clip vidéo)
- Timeless - Mylène Farmer / 2013 (tournée)
- Je te dis tout - Mylène Farmer / François Hanss / 2013 (clip vidéo)
- Mylène Farmer 2019 -  Mylène Farmer / 2019 (tournée)

### Réalisation
- Dès que j'te vois - Vanessa Paradis / 2007 (clip vidéo)